# John Lysaght Pennefather
Pour les articles homonymes, voir Pennefather.
John Lysaght Pennefather est un général britannique connu pour le rôle qu’il a joué dans les batailles de Miani et Inkerman.

## Biographie
John Lysaght Pennefather est né en 1800 dans une famille de la petite noblesse irlandaise du comté de Tipperary. Il devient cornet, c’est-à-dire porte étendard, dans le 7th Dragoon Guards le 14 janvier 1818, où il est promu lieutenant le 20 février 1823 puis capitaine le 5 novembre 1825. Il quitte son régiment en 1826 pour le 22nd Foot où il arrive le 8 avril, toujours avec le grade de capitaine, avant d’y être promu major le 22 mars 1831. Après s’être marié en 1834 il est encore promu au rang de lieutenant-colonel le 18 octobre 1839.
Jusqu’à cette date, Pennefather n’a été au combat et ce n’est qu’en 1843 qu’il est engagé dans sa première bataille, à Miani le 17 février. Commandant alors temporairement le régiment, il mène ses hommes jusqu’au cœur de la position baloutche, au prix toutefois de graves blessures qui lui vaudront les remerciements du parlement et de devenir compagnon de l’Ordre du Bain,.
Après s’être remis de ses blessures, il devient à partir de 1846 aide de camp de la reine Victoria, fonction qu’il occupera jusqu’en 1853, tout en continuant de diriger le 22nd Foot jusqu’à sa démission de ce dernier poste en 1848. Parallèlement, il est également nommé en 1849 assistant au quartier-maître général du district de Cork.
Le 20 juin 1854, Pennefather est promu major général et envoyé en Crimée à la tête de la 1re brigade de la 2e division. Après s’être fait remarquer pour son commandement efficace à la bataille de l’Alma et le 26 octobre lors d’une sortie des assiégés, il prend la charge de la 2e division en remplacement de Lacy Evans, qui est tombé malade. C’est à ce moment, le 5 novembre que les Russes attaquent sa position : pendant la bataille d’Inkerman qui s’ensuit, Pennefather se montre particulièrement opiniâtre et, refusant de céder du terrain, il parvient à conserver sa position avantageuse sur les hauteurs puis, en envoyant toutes ses forces disponibles en avant, repousse les Russes,.
Cette efficacité lui vaut d’être honoré par Lord Raglan et le général français Canrobert, ainsi que de remplacer définitivement Evans lorsque celui-ci rentre en Angleterre à la fin du mois,. Après son départ de Crimée en juillet 1855, il est fait chevalier commandeur de l’Ordre du Bain et se voit confier la garnison de Malte jusqu’en 1860, puis celle d’Aldershot jusqu’en 1865. Après avoir été élevé au rang de grand-croix de l’Ordre du Bain le 13 mai 1867 il est encore promu général le 9 mai 1868 puis est nommé gouverneur de l’hôpital de Chelsea, où il meurt le 9 mai 1872.
Outre ses décorations britanniques, Pennefather a également reçu dans l’Ordre de la Légion d’honneur le rang de grand-officier et celui de commandeur dans l’Ordre des Saints-Maurice-et-Lazare, ainsi que celui de seconde classe de l’Ordre du Médjidié.